# Benjamin (Texas)
Benjamin é uma cidade localizada no estado norte-americano de Texas, no Condado de Knox.

## Demografia
Segundo o censo norte-americano de 2000, a sua população era de 264 habitantes. 
Em 2006, foi estimada uma população de 234, um decréscimo de 30 (-11.4%).

## Geografia
De acordo com o United States Census Bureau tem uma área de 
2,7 km², dos quais 2,7 km² cobertos por terra e 0,0 km² cobertos por água. Benjamin localiza-se a aproximadamente 450 m acima do nível do mar.

## Localidades na vizinhança
O diagrama seguinte representa as localidades num raio de 32 km ao redor de Benjamin. 